# Kim Henckels
Pour les articles homonymes, voir Henckels.
Kim Henckels est une joueuse internationale allemande de rink hockey née le 25 mars 1997. 

## Palmarès
En 2016, elle participe au championnat du monde.